# 新建镇 (凤冈县)
新建镇，是中华人民共和国贵州省遵义市凤冈县下辖的一个乡镇级行政单位。
2013年11月16日，贵州省人民政府批复同意撤销新建乡建制，设置新建镇，镇人民政府驻新建社区。

## 行政区划
新建镇下辖以下地区：
新建社区村、太河村、官田村和桥塘村。